# محمودآباد (بخش مرکزی بردسیر)
محمودآباد، بردسیر روستایی در دهستان مشیز، بخش مرکزی شهرستان بردسیر در استان کرمان است.
جمعیت این روستا در سال ۱۳۸۵، ۱۴۶ نفر بوده‌است.